# 올라비 카우코 푸로
올라비 카우코 "올리" 푸로(Olavi Kauko "Olli" Puro: 1918년 11월 8일 - 1999년 6월 20일)는 핀란드의 공군 군인이다. 제2차 세계 대전 당시 에이스 전투조종사로 공인된 격추수는 36기다.
푸로는 제6, 24비행대대에서 복무했다. 1943년 에이스가 되었고 전쟁 내내 최전선에서 활동적으로 전투비행을 했다.
총 401회 출격하여 적기 36기를 격추했다. 탑승 기체는 폴리카르포프 I-153, 브루스터 B-239 버팔로, 메서슈미트 Bf 109G이다. 1944년 12월 21일 만네르헤임 십자장을 수훈했다. 1944년 공군에서 퇴역하여 그 뒤로는 은행의 데이터 처리사 일을 했다.